# Conejos (Colorado)
Pour les articles homonymes, voir Conejos.
La localité de Conejos est le siège du comté de Conejos, situé dans le Colorado, aux États-Unis.
Lors du recensement de 2010, la census-designated place de Conejos compte 58 habitants sur une superficie de 0,48 mille carré (1,24 km2). Le bourg a adopté le même nom que son comté, en référence à la rivière Conejos (en).